# Кайпін
Кайпін (кит. спр. 开平市, піньїнь: Kāipíng Shì) — місто-повіт в південнокитайській провінції Гуандун, складова міста Цзянмень.

## Географія
Кайпін займає території на північ і південь від річки Таньцзян, притоки Сіцзяну.

### Клімат
Місто знаходиться у зоні, котра характеризується вологим субтропічним кліматом. Найтепліший місяць — липень із середньою температурою 28.9 °C. Найхолодніший місяць — січень, із середньою температурою 15 °С.
| Клімат Кайпіна          | Клімат Кайпіна | Клімат Кайпіна | Клімат Кайпіна | Клімат Кайпіна | Клімат Кайпіна | Клімат Кайпіна | Клімат Кайпіна | Клімат Кайпіна | Клімат Кайпіна | Клімат Кайпіна | Клімат Кайпіна | Клімат Кайпіна | Клімат Кайпіна |
| Показник                | Січ.           | Лют.           | Бер.           | Квіт.          | Трав.          | Черв.          | Лип.           | Серп.          | Вер.           | Жовт.          | Лист.          | Груд.          | Рік            |
| Середній максимум, °C   | 19             | 20,1           | 22,5           | 26,9           | 30,2           | 31,7           | 32,8           | 32,7           | 31,3           | 29,1           | 25,3           | 21             | 26,9           |
| Середня температура, °C | 15             | 16,2           | 18,9           | 23,4           | 26,5           | 28,1           | 28,9           | 28,7           | 27,6           | 25,1           | 21,1           | 16,9           | 23             |
| Середній мінімум, °C    | 12,1           | 13,6           | 16,4           | 20,9           | 23,9           | 25,6           | 26,2           | 26,1           | 24,8           | 22,1           | 17,8           | 13,7           | 20,3           |
| Норма опадів, мм        | 36.4           | 66             | 66.6           | 197.7          | 267.5          | 334.1          | 269.5          | 294.4          | 195.3          | 72             | 41.3           | 29.7           | 1870.5         |
| Вологість повітря, %    | 71             | 77             | 81             | 82             | 80             | 83             | 80             | 81             | 76             | 69             | 65             | 65             | 75.8           |
| ----------------------- | -------------- | -------------- | -------------- | -------------- | -------------- | -------------- | -------------- | -------------- | -------------- | -------------- | -------------- | -------------- | -------------- |
| Джерело: data.cma.cn    |                |                |                |                |                |                |                |                |                |                |                |                |                |